# 小行星1437
小行星1437（1437 Diomedes）是一颗围绕太阳公转的小行星。1937年8月3日，卡爾·威廉·萊茵姆特在海德堡发现了此天体。
該小行星以希臘神話的人物狄俄墨德斯命名。
这颗小行星的绝对星等为129.9689332840398等。
- 小行星1437 狄俄墨德斯绕太阳运动轨迹

## 木星的特洛伊小行星
- 624 赫克特 (L4)
- 617 帕特羅克洛斯 (L5)
- 911 阿伽门农（英语：911_Agamemnon） (L4)
- 588 阿基里斯 (L4)
- 3451 曼托尔 (L5)
- 3317 帕里斯 (L5)
- 1867 得伊福玻斯 (L5)
- 1172 艾尼亞斯 (L5)
- 1437 狄俄墨德斯 (L4)
- 1143 奥德修斯  (L4)